# Lea Halbwidl
Lea Halbwidl (* 21. Dezember 1981 in Wien) ist eine österreichische Politikerin (SPÖ). Seit Oktober 2018 ist sie Bezirksvorsteherin im vierten Wiener Gemeindebezirk Wieden.

## Leben
Lea Halbwidl begann nach der Matura ein Studium der Germanistik an der Universität Wien, das sie 2008 mit einer Diplomarbeit zum Thema Kriegstheater und Gründungsakte: die Arminiusdramen J. E. Schlegels, F. G. Klopstocks und H. v. Kleists als Magistra abschloss.
1999 begann sie ihre politische Laufbahn bei der Sozialistischen Jugend Wieden. 2009 wurde sie Vorsitzende der Volkshilfe Wien–Wieden und Mitglied des SPÖ-Bezirksvorstandes. Ab 2010 war sie die Stellvertreterin von Bezirksvorsteher Leopold Plasch und Vorsitzende der Sozialkommission im Bezirk. Am 22. Oktober 2018 wurde sie als Nachfolgerin von Plasch zur Bezirksvorsteherin von Wieden gewählt.
Für die SPÖ Wieden kandidierte sie als Spitzenkandidatin für die Bezirksvertretungswahl in Wien 2020, bei der die SPÖ 33,23 % erreichte, ein Plus von 1,20 %. Bei der konstituierenden Sitzung der Bezirksvertretung Wieden am 3. Dezember 2020 wurde sie wiedergewählt und von Stadtrat Jürgen Czernohorszky angelobt. Nach der Bezirksvertretungswahl in Wien 2025 wurde sie Anfang Juni 2025 als Bezirksvorsteherin bestätigt.